# Estación Álvarez
Álvarez es una estación ferroviaria ubicada en la localidad del mismo nombre en el Departamento Rosario, Provincia de Santa Fe, Argentina.
Fue construida en 1891 por el Ferrocarril Central Argentino.

## Servicios
La estación corresponde al Ferrocarril General Bartolomé Mitre de la red ferroviaria argentina. Sus vías e instalaciones se encuentran concesionadas a la empresa Nuevo Central Argentino.